# Klaus-Jürgen Teutschbein
Klaus-Jürgen Teutschbein (* 24. März 1944 im Harz) als Sohn eines Apothekers, ist ein deutscher Kirchenmusiker, Chorleiter und von 1996 bis 2009 Professor für Chorleitung an der Hochschule für Musik Franz Liszt in Weimar.

## Leben und Wirken
Teutschbein war von 1955 bis 1962 Mitglied des Thomanerchors der Thomasschule unter den Kantoren Günther Ramin,  Kurt Thomas und Erhard Mauersberger. Bei Kurt Thomas, der für Teutschbein ein musikalisches Vorbild wurde, erhielt er ersten Chorleitungsunterricht. 1962 bis 1968 studierte er Kirchenmusik in Dresden und Halle (Saale). 1965 legte Teutschbein in Dresden seine kirchenmusikalische B-Prüfung ab, danach ging er nach Halle/Saale, wo er 1968 auch das A-Examen bestand. Von 1968 bis 1980 wirkte er als Chorsänger im Leipziger Rundfunkchor mit, bekleidete daneben eine Kantorenstelle in der evangelischen Gemeinde „Am Gesundbrunnen“ in Halle/Saale und leitete den Favorit- und Capellchor Leipzig von 1978 bis 1981. Der langjährige Leiter des Leipziger Rundfunkchores Herbert Kegel (1920–1990) wurde aufgrund seiner hohen Werktreue und unbedingten Hingabe an die Musik Teutschbeins zweites musikalisches Vorbild. Aus dieser Zeit stammt Teutschbeins große Vorliebe für chorsinfonische Werke aus Romantik und Moderne. 
Von 1980 bis 1996 war Teutschbein als Kirchenmusiker am Dom zu Halberstadt tätig und leitete daneben auch ab 1983 das Kirchenmusikalische Seminar in Halberstadt, ab 1986 mit dem Titel eines Kirchenmusikdirektors. 1991 wurde ihm der Kulturpreis der Stadt Halberstadt verliehen. Seit 1991 ist Teutschbein im Vorstand der „Internationalen Andreas Werckmeister Gesellschaft“ und veranstaltet seit 1993 die Konzerte des jährlichen „Westerburger Musiksommers“.
Von 1996 bis 2009 war Teutschbein Professor für Chorleitung an der Hochschule für Musik Franz Liszt Weimar und leitet seit 1997 dort das Johann-Sebastian-Bach-Ensemble (www.bach-projekt.de), mit dem er mehrere Konzertprojekte pro Jahr, oft zusammen mit dem Mitteldeutschen Kammerorchester, realisiert. Er ist der Vater des Dirigenten Markus Teutschbein, geb. 1971, der die Wuppertaler Kurrende leitet und des Oboisten Clemens Teutschbein, geb. 1969. Teutschbein ist seit 1968 mit Ilke Teutschbein, einer Kirchenmusikerin aus Leipzig, verheiratet.

## Auszeichnungen
- 1991: Kulturpreis der Stadt Halberstadt
- 2008: Weimar-Preis der Stadt Weimar.